# Live on Planet Earth
Live on Planet Earth è uno split album live del Nat Adderley Quintet e del The Cannonball Adderley Group, pubblicato dalla West Wind Records nel 1995. È il 21 album live di Cannonball Adderley.

## Descrizione
Il disco è diviso in due live di due differenti formazioni, i primi cinque brani vede all'opera il gruppo di Cannonball Adderley (di cui faceva parte anche il fratello Nat), mentre i rimanenti quattro pezzi si tratta di un'esibizione live del quintetto di Nat Adderley al Keystone Korner di San Francisco.

## Tracce
1. The Cannonball Adderley Group – Introduction – 1:53
2. The Cannonball Adderley Group – Gemini – 11:46 (Jimmy Heath)
3. The Cannonball Adderley Group – Planet Earth – 7:59 (Yusef Lateef)
4. The Cannonball Adderley Group – Cannon's Theme – 3:19 (Sam Jones)
5. The Cannonball Adderley Group – Mercy, Mercy, Mercy – 5:18 (Joe Zawinul)
6. Nat Adderley Quintet – For Duke and Cannon – 7:03 (Sonny Fortune)
7. Nat Adderley Quintet – The Fifth Labor of Hercules – 6:24 (Tex Allen)
8. Nat Adderley Quintet – Book's Bossa – 9:02 (Walter Booker)
9. Nat Adderley Quintet – Tallahassee Kid – 9:21 (Larry Willis)

## Musicisti

### The Cannonball Adderley Group
- Cannonball Adderley - sassofono alto (1-5)
- Nat Adderley - cornetta (1-5)
- Yusef Lateef - sassofono tenore, flauto, oboe (1-4)
- Joe Zawinul - pianoforte (1-5)
- Sam Jones - contrabbasso (1-4)
- Louis Hayes - batteria[1] (1-4)
- Victor Gaskin - contrabbasso (5)
- Roy McCurdy - batteria[2] (5)

### Nat Adderley Quintet
- Nat Adderley - cornetta (6-9)
- Sonny Fortune - sassofono alto (6-9)
- Larry Willis - pianoforte (6-9)
- Walter Booker - contrabbasso (6-9)
- Jimmy Cobb - batteria (6-9)